# Calle H (Tranvía de San Diego)
La Calle H es una estación del Trolley de San Diego localizada en Chula Vista, California que funciona con la línea Azul. La siguiente estación Sur es Calle Palomar y la siguiente estación Norte es Bayfront/Calle E de ambas líneas.

## Zona
La estación se encuentra localizada entre la Calle H y la Autovía San Diego.

## Conexiones
Las líneas de buses que sirven a esta estación son los autobuses de las Rutas 701 con destino a la Calle Palomar 709 con destino a Otay Ranch Town Center, Southwestern College e Eastlake.